# 윤지미 (1616년)
윤지미(尹趾美, 1616년 ~ 1663년 1월 8일)는 조선 후기의 문신으로, 자(字)는 백린, 본관은 파평(坡平)이다. 한성부 출신이다. 윤지완의 형이다.
1642년(인조 20) 식년시 생원과에 3등으로 합격, 생원이 되고 그 뒤 음서로 관직에 올라 익위사세마, 시직 등을 거쳐 당진현감(唐津縣監)을 지냈다. 현감 재직 중 1657년(효종 8) 알성문과에 병과 1위로 급제하여 사간원정언, 사헌부지평, 병조좌랑, 호조좌랑 등을 지냈다. 특히 지평과 정언에 번갈아가며 임명되었고 효종실록 편찬 시에는 사헌부지평으로 춘추관기주관을 겸직하여 편수에 참여하였다.

## 생애
아버지는 통훈대부 지제교 윤강(尹絳)이고, 어머니는 동래정씨로 지사(知事) 정광성(鄭廣成)의 딸이며, 임당(林塘) 정유길(鄭惟吉)의 증손이다. 아버지 윤강은 1624년의 증광문과에 병과로 급제하여 이조판서를 지내고 기로소에 들어갔다. 성종의 서녀 정숙옹주와 부마 자의대부 영평위(資義大夫 鈴平尉) 윤섭(尹爕)의 5대손으로 고조부는 윤지함(尹之諴)이고 증조부 윤엄(尹儼), 조부 윤민헌(尹民獻), 아버지 윤강이 모두 문과 급제자였다.
그는 어려서부터 온순하고 조용한 성격으로, 쓸데없는 말을 하거나 웃지 않았다. 용재 이행의 후손 이침(李梣)의 딸 덕수이씨(德水李氏)와 결혼하였다. 자녀는 1녀를 두었으므로 이복 동생 윤지완(尹趾完)의 아들 윤재(尹宰)를 양자로 입양하였다. 1642년(인조 20) 식년시 생원과에 3등 8위로 합격하여 생원이 되고, 음보로 관직에 나가 1651년(효종 2) 익위사세마(翊衛司洗馬), 시직(侍直)을 거쳐 당진현감(唐津縣監)으로 부임하였다. 1657년에는 이정(李挺) 등이 거짓으로 역모 고변을 한 것을 밝혀내기도 했다.
1657년(효종 8) 알성문과에 병과 1위로 급제한 후, 1659년(효종 10) 병조좌랑(兵曹佐郞)이 되고, 이후 호조좌랑(戶曹佐郞)이 되었으며 현종 즉위 후 사헌부지평이 되어 춘추관기주관(記注官)을 겸하여 효종실록 편찬에 참여하였다. 1660년 정언이 되고, 그해에 사헌부지평(司憲府持平)이 되었다가 다시 정언이 되었다. 이후 1662년(현종 3)까지 사헌부지평 겸 춘추관기주관(兼春秋館記注官), 성균관의 입학집사(入學執事), 경기도도사(京畿道都事) 등을 역임하고, 여러번 사헌부집의와 사간원정언에 반복 임명되었다. 1662년 5월 도당의 홍문록(弘文錄)에 올랐다. 1663년 사헌부지평에 이르렀으며, 사헌부지평으로 재직 중 사망하였다.

## 같이 보기
- 윤경
- 윤지완

## 참고 문헌
- 국조방목
- 사마방목
- 효종실록
- 현종실록